# Richard Möller
Richard Möller (* 23. November 1927 in Neuhof (bei Fulda); † 10. Juli 2020) war ein hessischer Politiker (CDU) und Abgeordneter des Hessischen Landtags.
Richard Möller machte nach dem Besuch der Volksschule 1942 bis 1946 eine Zimmererlehre. Nach der Gesellenprüfung besuchte er 1952 bis 1955 die Fachschule für das Bauhandwerk in Alsfeld und legte die Abschlussprüfung als Bautechniker ab. Ab März 1956 arbeitete er selbständig als freischaffender Architekt in Neuhof. Er war Mitglied der Architektenkammer Hessen. 1969 bis 1973 war er Landesvorsitzender der Mittelstandsvereinigung der CDU Hessen. Ab 1966 war er Mitglied des Bundesvorstandes der Mittelstandsvereinigung der CDU und 1970 bis 1974 stellvertretender Bundesvorsitzender. Vom 1. Dezember 1970 bis 30. November 1974 und vom 4. August 1976 (als Nachrücker für Bernhard Sälzer) bis 30. November 1978 war er Mitglied des Hessischen Landtags.
Richard Möller war verheiratet und hatte vier Kinder.